# Bitburg
Bitburg é uma cidade da Alemanha, capital do distrito de Bitburg-Prüm, no estado da Renânia-Palatinado.
É situada a aproximadamente 25 km da cidade de Trier e a 50 km da cidade do Luxemburgo. Duas grandes bases aéreas norte-americanas se encontram instaladas nas proximidades.
A pequena cidade da Renânia virou manchete mundial nos anos 1980 do século XX, graças à polêmica visita feita pelo então Presidente dos Estados Unidos Ronald Reagan a seu cemitério, onde, entre civis e soldados alemães mortos na II Guerra Mundial, encontram-se os restos mortais de diversos integrantes da SS nazista, organização paramilitar do III Reich de Adolf Hitler, considerada criminosa de guerra.

## História
Com seu nome derivado do topônimo celta Beda, a cidade surgiu 2000 anos atrás como parada para o descanso de viajantes e comerciantes entre Lyon e Colônia. O imperador romano Constantino ligou o pequeno assentamento a um castelo nas proximidades por volta de 330 D.C. e a parte central desta ligação por estrada forma o núcleo da cidade hoje em dia. Bitburg tem sua primeira documentação conhecida apenas após o fim do Império Romano, cerca de 715 D.C, onde consta como "castrum bedense" (latim). Mais tarde tornou-se parte da Francônia.
Na metade do século X, na Idade Média, a cidade passou a domínio do condado (depois ducado) de Luxemburgo. Em 1262, recebeu direitos municipais e em 1443 passou ao condado da Burgúndia. Após 1506, ela primeiro pertenceu à Holanda Espanhola e a partir de 1714 à Áustria Espanhola, caindo sob administração francesa em 1794. Com sua importância aumentada em 1798, ao se tornar o principal local de um cantão do recém-criado Departamento de Forêts, Bitburg prosperou num rápido - porém fugaz - crescimento econômico, recebendo, entre outras melhorias para seus habitantes, uma corte e registros de terra.
Em 1815, por resolução do Congresso de Viena, a cidade foi transferida para a administração do Reino da Prússia, ao qual pertenceu administrativamente como cidade-distrito da província de Niederrhein até 1822, e depois transferida para a província do Reno.
Como outras áreas da região do Eifel, Bitburg era muito pobre. A economia começou a crescer na região com a tomada do poder por Adolf Hitler e suas medidas tomadas para a criação de infraestrutura que seria importante para a guerra, principalmente a chamada barreira oeste e o prolongamento de uma estrada de ferro.
Em 24 de dezembro de 1944, 85% da cidade foi destruída por ataques aéreos dos Aliados, sendo mais tarde designada pelos norte-americanos como 'cidade morta'. Logo após a guerra, soldados de Luxemburgo a ocuparam, até serem substituídos pelos franceses em 1955. Em 1965, a Organização do Tratado do Atlântico Norte (OTAN) abriu uma ali uma base sob comando americano.
No fim da década de 1980, os franceses se retirarm de Bitburg e a OTAN assumiu o controle dos acampamentos e fortificações deixadas para trás. Após a Guerra do Golfo, grande parte de um esquadrão da Força Aérea dos Estados Unidos baseado na Alemanha foi aquartelado na grande base aérea de Spangdahlem, nas proximidades da cidade. Finalmente, em 1994, as tropas da OTAN deixaram a cidade, se transferindo para o aeroporto. Em dezembro de 2005, 3.210 soldados americanos e suas famílias ainda viviam em Bitburg.

## A visita de Reagan
Durante uma visita do chanceler alemão Helmut Kohl à Casa Branca em novembro de 1984, ficou acordado entre ele e o Presidente Ronald Reagan que, ao visitar a Alemanha no ano seguinte para as comemorações dos 40 anos do V-Day, o Dia da Vitória dos Aliados sobre a Alemanha nazista em 1945, o presidente americano visitaria um cemitério alemão onde se encontrassem sepulturas de soldados de ambos os lados perecidos durante a guerra, como um sinal de boa vontade e união das agora aliadas potências. O cemitério sugerido foi o de Kolmeshöhe, próximo a Bitburg, cidade simbólica onde onze mil soldados americanos aquartelados das tropas da OTAN viviam em paz e confraternização com a população local.
Reagan enviou seus assistentes para fazer uma vistoria antecipada do cemitério, realizada durante um dia de inverno e muita neve em março de 1985, que cobria as lápides dos túmulos e a equipe não descobriu que entre as 39 fileiras de túmulos  havia as lápides de 49 soldados das Waffen-SS, organização considerada criminosa de guerra,  mortos durante o conflito e ali enterrados.
A confirmação da visita, mesmo após a imprensa ter descoberto os túmulos da SS e que nenhum soldado americano estava enterrado em Bitburg, causou uma onda mundial de protestos de judeus, celebridades do meio artístico, senadores norte-americanos, sobreviventes do Holocausto, soldados veteranos da II Guerra Mundial, ativistas dos Direitos Humanos e do escritor e Prêmio Nobel da Paz Elie Wiesel, ele mesmo um sobrevivente de Buchenwald.
Apesar das críticas e com a desculpa de que estes SS ali enterrados eram jovens de apenas 17 a 18 anos forçados a entrar para a SS nos últimos dias de guerra - e não desejando constranger seu grande aliado europeu com uma negativa pública depois de uma confirmação também pública - Reagan visitou o cemitério por nove minutos em 5 de maio de 1985, acompanhado de Kohl e de dois generais, um americano e outro alemão, comandante da Luftwaffe e depois um dos chefes da OTAN, que lutaram em lados opostos quarenta anos antes e agora se reconciliaram apertando as mãos no cemitério junto aos dois estadistas.